# Lawrence Klein
Lawrence Robert Klein (Omaha, 14 settembre 1920 – Gladwyne, 20 ottobre 2013) è stato un economista statunitense, vincitore del premio Nobel per l'economia nel 1980 per «la creazione di modelli econometrici e per l'applicazione di essi all'analisi delle fluttuazioni economiche e delle politiche economiche». Il lavoro di Klein ha contribuito a un'ampia diffusione di tali modelli tra gli economisti teorici come applicati.

## Biografia
Lawrence Klein è nato a Omaha, Nebraska, da una famiglia ebraica.

### Esordi e sviluppo delBusiness Forecasting Model
Klein consegue il Bachelor's degree presso la Università della California (Berkeley), dove comincia lo sviluppo del suo modello computerizzato, e il PhD al Massachusetts Institute of Technology (MIT) nel 1944.
Successivamente, Klein trova impiego presso la Cowles Commission for Research in Economics, allora avente sede presso l'Università di Chicago, oggi nota come Fondazione Cowles. Presso la Fondazione, Klein sviluppa un modello dell'economia degli Stati Uniti per la previsione dell'evoluzione del ciclo economico, e per lo studio degli effetti della politica economica. In seguito alla Seconda guerra mondiale il modello di Klein prevede correttamente, e contrariamente alle aspettative prevalenti, che si verificherà un'espansione dell'economia, piuttosto che una depressione. Prevede inoltre una modesta recessione al termine della Guerra di Corea, nel 1953.
Nel 1959, Klein è vincitore della John Bates Clark Medal, il più prestigioso riconoscimento in ambito accademico dopo il Premio Nobel per l'economia.
All'università del Michigan, Klein sviluppa ulteriori modelli macroeconomici, in particolare il noto modello di Klein-Golberger insieme con Arthur Goldberger, basato su fondamenta poste dall'accademico olandese Jan Tinbergen, in seguito vincitore del Premio Nobel per l'economia nel 1969. Il modello di Klein-Goldberger differisce da quello di Tinberger nell'uso di una teoria economica alternativa, nonché di diverse tecniche statistiche.

### Maccartismo e trasferimento in Gran Bretagna
Nel 1954, Klein si trasferisce in Gran Bretagna, in seguito all'impossibilità di continuare il suo lavoro all'università del Michigan, causata dalla caccia alle streghe anti-comunista lanciata dal senatore Joseph McCarthy (maccartismo). Klein era stato infatti membro del Partito Comunista degli Stati Uniti d'America tra il 1944 e il 1946, quando si trovava a Chicago; in seguito, Klein stesso avrebbe liquidato tale militanza politica come un'ingenuità giovanile. In Gran Bretagna, all'Università di Oxford, Klein sviluppa un modello dell'economia del Regno Unito.
Nel 1958 Klein rientra negli Stati Uniti, e riceve un incarico alla prestigiosa Wharton School of the University of Pennsylvania e nel 1968 diventa  Benjamin Franklin Professor of Economics and Finance uno dei titoli più onorifici della  Wharton School e della University of Pennsylvania.

### Ritorno in America e esperienza a Wharton
Nei primi anni sessanta Klein diventa il leader del principale Brookings-SSRC Project, volto a costruire un modello econometrico dettagliato per prevedere gli sviluppi di breve periodo dell'economia americana.
In seguito, Klein sviluppa il Wharton Econometric Forecasting Model. Tale modello, considerevolmente ridotto rispetto a quello della Brookings, consegue un'ottima reputazione per la sua performance nell'analisi delle condizioni del ciclo economico, ed è impiegato per prevedere fluttuazioni del prodotto interno lordo, esportazioni, consumi,  e per studiare gli effetti di cambiamenti nell'imposizione fiscale, nella spesa pubblica, del prezzo del petrolio, ecc.
Klein fonda in seguito la Wharton Econometric Forecasting Associates, o WEFA (oggi nota come Global Insight). Alla fine degli anni sessanta è tra i creatori del progetto LINK, nonché un suo attivo contribuente (ciò fu in seguito citato nella motivazione per l'attribuzione del premio Nobel). Obiettivo del progetto LINK era produrre un modello economico globale, che collegasse i modelli esistenti per diversi paesi in maniera tale da porre in relazione i comportamenti delle diverse economie mondiali.

### Ulteriori sviluppi della carriera
Nel 1976 Klein è coordinatore della task force economica di Jimmy Carter in vista delle elezioni presidenziali negli USA. In seguito declina un invito a unirsi all'amministrazione Carter.
Klein è stato inoltre presidente dell'Econometric Society e nel 1977 dell'American Economic Association.
La motivazione per l'attribuzione del Premio Nobel conclude: pochi ricercatori nel campo empirico della scienza economica hanno avuto così tanti proseliti e un così grande impatto quanto Lawrence Klein.

## Principali pubblicazioni
Le pubblicazioni di Lawrence Klein includono:
- Klein, L. e Marquez, J. An essay on the theory of economic prediction, ISBN 0-8410-2005-1;
- Klein, L. (1950) Economic Fluctuations in the United States, 1921-41;
- Goldberger, A.S. e Klein, L. (1955), An Econometric Model of the United States, 1929-52;
- Klein, L. (1946) The Keynesian Revolution, ISBN 0-333-08131-5;
- Evans, M.K. e Klein, L. (1967) The Wharton Econometric Forecasting Model;
- Klein, L. (1973) A Textbook of Econometrics, ISBN 0-13-912832-8;
- Fromm, G. e Klein, L. (1975) The Brookings Model;
- Klein, L. (1976) Econometric Model Performance;
- Klein, L. (1980) An Introduction to Econometric Forecasting and Forecasting Models,  ISBN 0-669-02896-7;
- Klein, L. (1982) Econometric Models As Guides for Decision Making, ISBN 0-02-917430-9;
- Klein, L. (1983) The Economics of Supply and Demand;
- Dutta, M. e Klein, L. (1995) Economics, Econometrics and The LINK, ISBN 0-444-81787-5.